# Peter Eberlin (Maler)

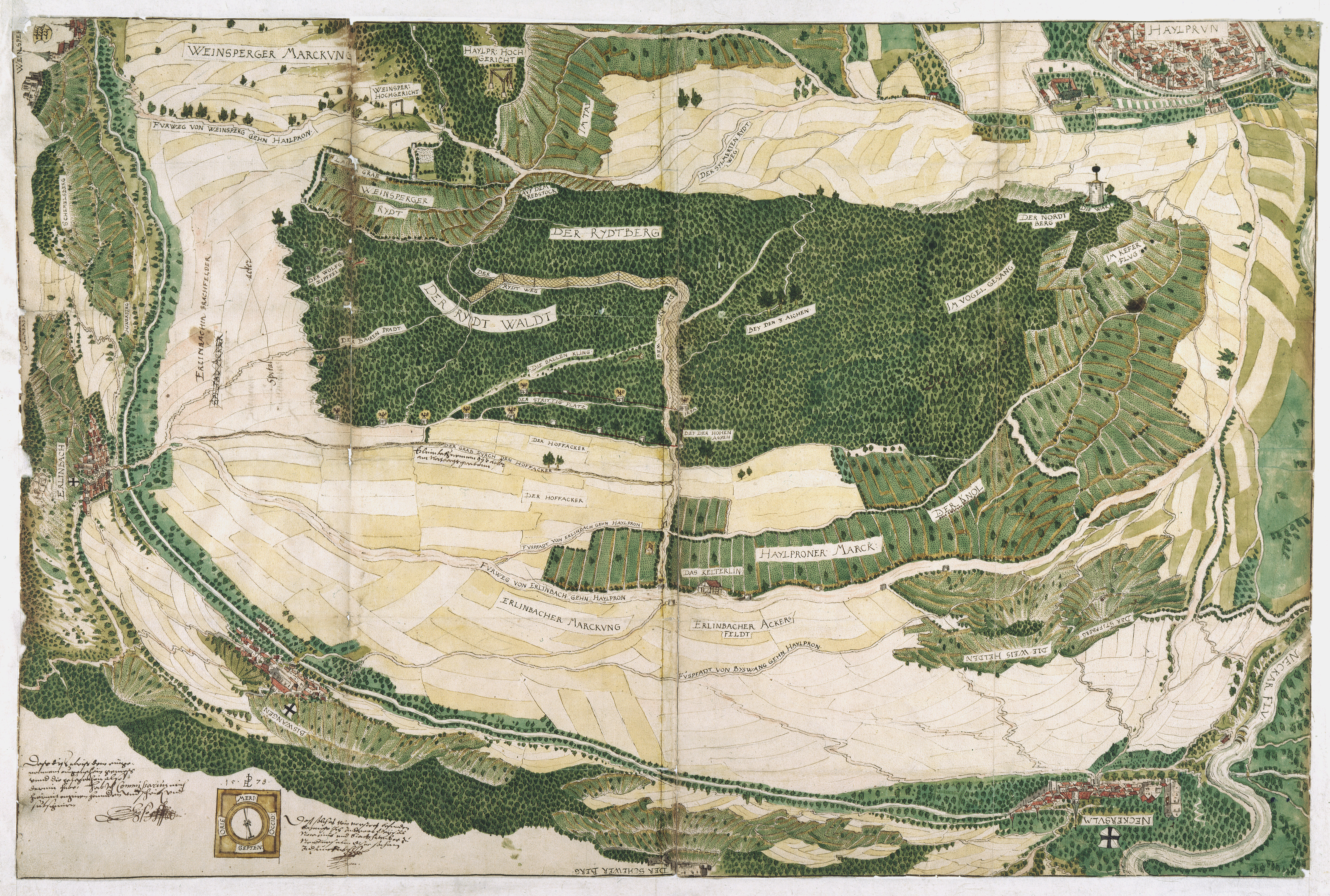
Territorium der Reichsstadt Heilbronn von Hans Peter Eberlin (Ligatur HPE über der Windrose), 1578

Peter Eberlin (* um 1560; † 24. Mai 1623 in Heilbronn; auch Hans Peter Eberlin) war ein deutscher Maler.

## Leben
Eberlin, der als Maler und als Feldmesser tätig war, ist ab ca. 1580/1585 in Heilbronn nachweisbar. 1580 malte er Wappen in der Kilianskirche und bemalte die Rathausuhr von Isaak Habrecht. 1582 meldete er sich für die Dekorierung der neuen Rathausbauten (Umbauten am Heilbronner Rathaus).
1578 fertigte Eberlin anlässlich eines Rechtsstreits zwischen der Reichsstadt Heilbronn und dem Deutschen Orden wegen Jagdrechten am Nordberg einen Plan des Territoriums der Reichsstadt, der sich in den Akten des Reichskammergerichts fand. Ihm werden ferner Illustrationen aus dem Voglerschen Gebetbuch des Heilbronner Bürgermeisters Raimund Vogler von 1576 zugeschrieben.